# Anajigeri, Harapanahalli
Anajigeri là một làng thuộc tehsil Harapanahalli, huyện Davanagere, bang Karnataka, Ấn Độ.